# Henschel/SSW Typ Borken
Die Lokomotiven vom Henschel/SSW Typ Borken waren Zweikrafttriebfahrzeuge, die bei Henschel und SSW 1935 und 1950 in zwei Exemplaren gefertigt wurden. Von Henschel wurden sie als Typ Borken im Katalog geführt.
Beschafft wurden die Lokomotiven für den Normalspurbetrieb der Kohlenbahn im Borkener Braunkohlerevier als elektrische und Akkumulatorlokomotiven auf elektrifizierten und nicht elektrifizierten Gleisen beschafft. Sie waren bis 1991 in Betrieb. Eine Lokomotive wurde danach an das Bergbaumuseum in Borken abgegeben. Die zweite Lokomotive blieb zunächst bei der IG Werrabahn und Ferropolis Bergbau- und Erlebnisbahn erhalten und wurde 2008 verschrottet.

## Geschichte
1935 beschaffte die PreussenElektra für die 1928 elektrifizierten Kohlebahnen des Kraftwerk Borkens auch eine Zweikraftlokomotive, die auf elektrifizierten und nicht elektrifizierten Gleisen verkehren konnten. Die Hauptaufgabe der Lokomotive war der netzunabhängige Güterverkehr vom Kraftwerk zum Bahnhof in Borken. Die Lokomotive war wegen der Vergrößerung des Kraftwerkes und des dadurch erhöhten Kohlebedarfes notwendig geworden. Beispiele für den Einsatz der Lokomotive sind z. B. der Transport von offenen Güterwagen der Staatsbahn zur Rollbockgrube.
Mit der nochmaligen Erhöhung des Förderbedarfes nach dem Zweiten Weltkrieg wurde es erforderlich, eine zweite Lokomotive zu beschaffen, die vom Aussehen her gleich, mit der Leistung der Fahrmotoren und des Akkumulators etwas stärker war. Die beiden Lokomotiven waren bis 1991 in Betrieb. Die ältere Lokomotive wurde an das Hessische Braunkohle Bergbaumuseum in Borken gegeben und ist erhalten. Die jüngere Lokomotive wurde zuerst als Museumslokomotive verwendet und 2008 verschrottet.

## Technik
Der mechanische Teil wurde von Henschel und der elektrische Teil von SSW gebaut. Die Lokomotiven wurden in Nietkonstruktion erstellt. Sie sind als Maschinen mit mittleren Führerstand ausgerüstet und besitzen auf allen Fotos lediglich einen Hauptstromabnehmer ohne zusätzlichen Seitenstromabnehmer. In den Vorbauten sind die Widerstandssteuerung, die Drucklufterzeugungsanlage sowie die Akkumulatoren, die bei der ersten Lokomotive für eine Betriebsspannung von 290 V, bei der zweiten Lokomotive für 700 V ausgelegt waren. Das bedingte auch eine Erhöhung der Masse der Lok, die erste Lok war 40 t schwer, die zweite 42 t. Die direkte Federung war mit oberhalb von den Achsen angeordneten Blattfedern, welche mit an den Drehgestellrahmen fixierten Federspannschrauben verbunden waren, ausgeführt.
Die Lokomotiven waren elektrisch als Gleichstromlokomotiven ausgeführt. Gesteuert wurde sie über den in der Führerstandsmitte angeordneten Fahrschalter, der mit dem großen waagerechten Bedienrad bedient wurde. Mit ihm konnten Fahr- und Bremsbefehle für die elektrische Bremse gegeben werden. Die elektrischen Fahrmotoren waren in Tatzlagerbauart ausgeführt. Die erste Lokomotive besaß eine Leistung von 204 kW, die zweite 364 kW.